# Agabus maderensis
Agabus maderensis là một loài bọ cánh cứng trong họ Bọ nước. Loài này được Wollaston miêu tả khoa học năm 1854.